# Abdoulaye Sissoko
Abdoulaye Sissoko (sinh ngày 18 tháng 7 năm 1992) là một cầu thủ bóng đá người Mali, thi đấu cho TP Mazembe.

## Sự nghiệp quốc tế

### Bàn thắng quốc tế
Tỉ số và kết quả liệt kê bàn thắng của Mali trước.
| Bàn thắng | Thời gian           | Địa điểm                                   | Đối thủ                            | Tỉ số | Kết quả | Giải đấu                                     |
| --------- | ------------------- | ------------------------------------------ | ---------------------------------- | ----- | ------- | -------------------------------------------- |
| 1.        | 11 tháng 1 năm 2014 | Sân vận động Cape Town, Cape Town, Nam Phi | Nigeria                            | 1–0   | 2–1     | Giải vô địch bóng đá châu Phi 2014           |
| 2.        | 5 tháng 7 năm 2015  | Sân vận động Modibo Kéïta, Bamako, Mali    | Bản mẫu:Country data Guinée-Bissau | 3–1   | 3–1     | Vòng loại Giải vô địch bóng đá châu Phi 2016 |

## Danh hiệu
Stade Malien
Vô địch
- Giải bóng đá ngoại hạng Mali: 2013–14

TP Mazembe
Vô địch
- Cúp Liên đoàn bóng đá châu Phi: 2017